# ギミックス
『ギミックス』は、FAIRCHILDのベスト・アルバム。

## 収録曲
全編曲:FAIRCHILD
1. ギミックス
  - 作詞:YOU 作曲:戸田誠司
2. なんかいい気分
  - 作詞:YOU 作曲:戸田誠司
3. カンシャク玉の憂鬱
  - 作詞:YOU 作曲:戸田誠司
4. おまかせピタゴラス
  - 作詞:YOU 作詞:蓮田ひろか 作曲:戸田誠司
5. アウラ
  - 作詞:巻上公一 作曲:戸田誠司
6. NEUTROPIC
  - 作詞･作曲:戸田誠司
7. 嘆きの健康優良児
  - 作詞:YOU 作曲:戸田誠司
8. おやすみソルジャー
  - 作詞:YOU 作曲:戸田誠司
9. サボテン
  - 作詞:YOU 作曲:戸田誠司
10. Bye Bye キッチン・ガール
  - 作詞:麻生圭子 作曲:戸田誠司
11. H.G
  - 作曲:川口浩和
12. 小さな星
  - 作詞:巻上公一 作曲:戸田誠司
13. 探してるのにぃ
  - 作詞:YOU 作曲:戸田誠司
14. Jelly Eyesは甘くない
  - 作詞:石川あゆ子 作詞:YOU 作曲:戸田誠司
15. そんなもんだカンガルー(LIVE)
  - 作詞:YOU 作曲:戸田誠司